# Équipe de Tunisie de football en 1963
L'équipe de Tunisie de football se métamorphose complètement en 1963 avec l'arrivée du technicien français André Gérard. Elle remporte la coupe arabe des nations, remporte la médaille d'argent des Jeux africains de l'amitié 1963, ne perdant en finale que par le nombre de corners obtenus, et se qualifie en phase finale de la coupe d'Afrique des nations.

## Matchs
L'équipe dispute au total 28 matchs dont dix matchs amicaux.

### Rencontres internationales
| Date              | Stade                  | Adversaire                 | Score             | Comp | Buteurs tunisiens                                        |
| 3 mars 1963       | Tunis, Tunisie         | Koweït                     | 2-1               | A    | Mahfoudh 64e, Merrichkou 77e                             |
| 10 mars 1963      | Abidjan, Côte d'Ivoire | Côte d'Ivoire              | 0-3               | A    |                                                          |
| 2 avril 1963      | Beyrouth, Liban        | Syrie                      | 1-0               | CARN | Ben Amor 20e                                             |
| 4 avril 1963      | Beyrouth, Liban        | Jordanie                   | 4-0               | CARN | M. Haddad 1re, 6e, Jedidi 26e, Henia 34e,                |
| 6 avril 1963      | Beyrouth, Liban        | Koweït                     | 5-1               | CARN | Habacha 9e, Jedidi 21e 54e, Henia 73e, M. Haddad 78e     |
| 7 avril 1963      | Beyrouth, Liban        | Liban                      | 1-0               | CARN | M. Haddad 10e                                            |
| 12 avril 1963     | Dakar, Sénégal         | Côte d'Ivoire              | 3-1               | JAA  | Jedidi 3e, Sassi 17e, Habacha 24e                        |
| 14 avril 1963     | Dakar, Sénégal         | Congo                      | 2-0               | JAA  | Merrichkou 6e, Henia 71e                                 |
| 15 avril 1963     | Dakar, Sénégal         | Mauritanie                 | 4-0               | JAA  | Merrichkou 10e, M. Haddad 43e, Ben Amor 63e, Haj Ali 75e |
| 16 avril 1963     | Dakar, Sénégal         | Congo Léopoldville         | 0-1               | JAA  |                                                          |
| 18 avril 1963     | Dakar, Sénégal         | Madagascar                 | 2-1               | JAA  | Merrichkou 75e, Sassi 101e                               |
| 20 avril 1963     | Dakar, Sénégal         | Sénégal                    | 1-1 (Corners 4-9) | JAA  | Jedidi 34e                                               |
| 9 juin 1963       | Tunis, Tunisie         | Liban                      | 2-0               | A    | Habacha 12e, Ben Othman 50e                              |
| 15 juin 1963      | Tunis, Tunisie         | Maroc                      | 4-1               | QCAN | Henia 22e 57e, Sassi 85e, Jedidi 88e                     |
| 2 juillet 1963    | Casablanca, Maroc      | Maroc                      | 2-4               | QCAN | Jedidi 62e, Henia 84e                                    |
| 25 juillet 1963   | Moscou, URSS           | Union soviétique (espoirs) | 0-1               | A    |                                                          |
| 21 septembre 1963 | Naples, Italie         | Italie (olympique)         | 0-2               | JMED |                                                          |
| 25 septembre 1963 | Naples, Italie         | Maroc                      | 0-1               | JMED |                                                          |
| 27 septembre 1963 | Naples, Italie         | Syrie                      | 3-1               | JMED | Henia 12e, Jedidi 50e 80e                                |
| 17 novembre 1963  | Cotonou, Bénin         | Bénin (Dahomey)            | 2-2               | QJO  | Sassi 25e 35e                                            |
| 24 novembre 1963  | Accra, Ghana           | Ghana                      | 1-1               | CAN  | Jedidi 36e                                               |
| 28 novembre 1963  | Accra, Ghana           | Éthiopie                   | 2-4               | CAN  | Jedidi 15e, Ben Amor 67e                                 |
| 15 décembre 1963  | Tunis, Tunisie         | Algérie                    | 0-0               | A    |                                                          |

### Matchs de préparation
| Date              | Stade                 | Adversaire                                      | Score | Comp | Buteurs tunisiens |
| 12 juillet 1963   | Bakou, URSS           | FK Neftchi Bakou ( Union soviétique)            | 0-7   | A    |                   |
| 20 juillet 1963   | Erevan, URSS          | Ararat Erevan ( Union soviétique)               | 2-2   | A    | Ben Amor, Habacha |
| 14 septembre 1963 | Palerme, Italie       | Unione Sportiva Città di Palermo ( Italie)      | 0-0   | A    |                   |
| 17 septembre 1963 | Saint-Étienne, France | Association sportive de Saint-Étienne ( France) | 0-0   | A    |                   |
| 20 septembre 1963 | Nice, France          | OGC Nice ( France)                              | 0-1   | A    |                   |

## Sources
- Mahmoud Ellafi [sous la dir. de], « Les matchs internationaux tunisiens », Almanach du sport. 1956-1973, éd. Le Sport, Tunis, 1974, p. 211-238
- Mohamed Kilani, « Équipe de Tunisie : les rencontres internationales », Guide-Foot 2010-2011, éd. Imprimerie des Champs-Élysées, Tunis, 2010
- Béchir et Abdessattar Latrech, 40 ans de foot en Tunisie, vol. 1, chapitres VII-IX, éd. Société graphique d'édition et de presse, Tunis, 1995, p. 99-176